# Milenko Skoknic (košarkaš)
Milenko Esteban Skoknic Tapia (9. veljače 1954.), bivši čileanski košarkaški reprezentativac te diplomat, hrvatskog podrijetla.

## Životopis
Igrao je za Čile od 1972. do 1977. u mladim i seniorskim kategorijama. Na južnoameričkom prvenstvu 1973. godine, s reprezentacijom Čilea je osvojio 5. mjesto.
Studirao je pravo na Pravnom fakultetu Sveučilišta u Čileu te je diplomirao 1977. godine. Godine 1979. bio je najboljim studentom na čileanskoj diplomatskoj akademiji Andrés Bello.
Od 2007. do 2008. bio je predsjednik Vijeća guvernera Međunarodne agencije za atomsku energiju U svojoj diplomatskoj karijeri vršio je dužnost veleposlanik za više država. Stalni je predstavnik Čilea pri Ujedinjenim narodima u Beču i izvanredovni veleposlanik Republike Čile u Austriji od 2005. godine. Odlikovan je od strane Vatikana, Austrije te Čilea za zasluge u Republici.